# 말괄량이 삐삐 (1969년 TV 시리즈)
말괄량이 삐삐(원제: 삐삐 롱스타킹, 스웨덴어: Pippi Långstrump)은 아스트리드 린드그렌의 아동 도서 말괄량이 삐삐를 원작으로 한 스웨덴 TV 시리즈이다.
- 쇼는 13개의 에피소드로 진행되었으며 첫 번째 에피소드는 1969년 2월 8일 스웨덴 텔레비젼 공영방송 스베리예스 텔레비시온에서 방송되었다.
- 주로 비스비와 그 근처에서 1968년 2월과 8월 사이에 촬영되었으며 아역 배우 잉거 닐슨("삐삐"), 마리아 페르손 ("아니카") 및 페르 선드버그("토미")가 중심 역할을 한다.

- 쇼의 배경이 되는 스웨덴의  마을은 발트해에서 가장 큰 섬이자[1] 빌라 빌레쿨라가 있는 고틀란드섬의 비스뷔이다.

- 우리나라 대한민국에 알려진 것은 1976년 9월 TBC 동양방송 잠시 첫 방영 하였고 1977년 2월 마지막 방영 종료 받고 1977년 3월 KBS-TV 한국방송에서 방영 바뀌고 이동한 외화를 통해서이며 맡기게 되고(1969년 스웨덴 베타 필름 제작, 영어판 중역. 전 13화), 이때 삐삐의 한국판 성우는 주희가 맡았다(2020면 EBS 재더빙판의 성우는 소연).

## 시놉시스
주근깨 투성이의 얼굴에 빨간머리를 갖고 있는 소녀 삐삐 롱스타킹은 언제나 밝고 두려움 없으며 놀라운 힘을 갖고 있다. 남해 해적의 딸이기도 한 그녀는 원숭이 닐슨씨와 말 릴라 구벤과 함께 큰 집에서 혼자 살고 있다. 아무런 제약도 없이 그녀는 작은 이웃인 아니카와 토미를 이끌고 특별한 모험을 하게 된다.

## 영화 버전
- 1969년 스웨덴 시리즈는 독일 TV 시리즈의 공동제작자 중 하나인 베타 필름에 의해 두 개의 독일어 더빙 장편 영화로 재편집되었다.
- GG 커뮤니케이션즈에 의해 미국에서 영어 더빙 형식으로 출시되었을 때, 그것들은 1970년대와 1980년대에 걸쳐 미국의 여러 도시에서 주말 텔레비전의 주요 상품이 되었다.
- 또한 1970년에 제작된 두 개의 오리지널 장편 영화 스핀오프로, 동일한 캐스트와 스태프가 등장했으며 미국 배급을 위해 영어로 더빙되었다.

- TV 시리즈의 재편집된 장편 영화는 다음과 같다.

- 말괄량이 삐삐 (스웨덴어 제목: Pippi Långstrump (독일 출시 1969년, 미국 출시 1973년)
- 삐삐 고우즈 온 보드 (스웨덴어 제목: Här kommer Pippi Långstrump) (1969년) (독일 출시 1969년, 미국 출시 1975년)

장편 영화 스핀오프는 다음과 같다.
- 말괄량이 삐삐 - 가자! 해적 섬으로 (스웨덴어 제목: Pippi Långstrump på de sju Haven (스웨덴 출시 1970년, 미국 출시 1975년)
- 말괄량이 삐삐 - 즐거운 무전여행 (스웨덴어 제목: På rymmen med Pippi Långstrump (스웨덴 출시 1970년, 미국 출시 1977년)

영국 배우에 의해 새로 영어로 더빙되고 새로운 필름 인쇄물에서 리마스터된 원본 시리즈의 처음 6개의 자르지 않은 에피소드는 Hen's Tooth Video와 Junior.TV GmbH & Co. KG에 의해 2002년 DVD로 제공되었다.

## 에피소드
- 에피소드는 1969년에 원래 13개로 진행되었고, 곧 이 에피소드들의 재편집된 TV 시리즈 장편 영화 2개가 만들어졌다.
- 이어 1970년에 장편 영화 스핀오프 2개가 만들어졌고, 이에 따라 13개의 에피소드에 장편영화 스핀오프 2개로부터 14부에서 21부까지 8개의 에피소드가 더해져 에피소드는 총 21개가 되었다.

아래의 각 에피소드 제목은 EBS 1TV 2020년 방영판의 것을 따른 것이다.
1. 뒤죽박죽 별장의 삐삐 
세테르그렌 부부의 자녀인 토미와 아니카는 작은 스웨덴 마을에 살고 있다. 매일 학교에 가는 길에 두 사람은 선원이 몇 년 전에 샀다고 하는 오래된 무주택 별장을 지나게 된다. 그리고 그들은 그때마다 자신들과 함께 놀 수 있는 아이들이 있는 가족이 그곳으로 이사하기를 원한다. 
어느 아름다운 여름날, 빨간머리의 꼬마 소녀가 그녀의 원숭이 닐슨씨와 꼬마 아저씨라는 이름의 말과 함께 그곳으로 이사한다. 토미와 아니카는 곧 삐삐 롱스타킹에게 열광하고 그녀와 친구가 된다. 
어린 소녀는 혼자 살면 안 된다고 생각하는 프리셀리어스 부인은 덜 열정적이다. 그녀는 삐삐가 어른들이 그녀를 돌보는 어린이집에 속해 있어야 한다고 생각한다. 그러나 삐삐를 설득하려는 시도가 실패하자 프리셀리어스 부인은 두 명의 마을 경찰관 클링과 클랑을 뒤죽박죽 별장으로 보낸다.
2. 신나는 쇼핑 
토미와 아니카가 점심 식사를 마치고 뒤죽박죽 별장에 왔을 때 삐삐는 여전히 침대 베개에 발을 얹고 누워 있다. 그래서 두 사람은 먼저 친구를 깨웠고 곧 그녀에게서 좋은 제안을 받게 된다. 삐삐는 아빠의 금고에 담긴 몇 개의 금화로 쇼핑을 하고 싶어한다. 
마을로 가는 길에 삐삐, 토미, 아니카는 작은 호수를 지난다. 삐삐는 곧바로 인디언 슈즈를 신고 호수로 뛰어들어 바다를 탐지하는 놀이를 한다. 이후 젖은 신발 밑창이 마을 거리에 우스꽝스러운 붉은 자국을 남긴다. 클링과 클랑이 수상한 붉은 자국을 따라가는 동안 던더 칼슨과 블롬은 그 기회를 이용해 감옥에서 평화롭게 탈출할 기회가 생긴다. 
삐삐, 토미, 아니카는 옷가게에서 아주 멋지게 옷을 입고, 결국 마네킹의 팔을 살 수 있는 즐거움을 얻는다. 사탕가게에서 삐삐는 갖가지 사탕을 사들이고 마을의 모든 아이들에게 그것을 나누어 준다. 만일을 대비해 그녀는 약국에서 약을 구입했고 이후 마을의 모든 아이들이 장난감 가게에서 무엇인가를 선택할 수 있게 한다. 
하루가 저물고 저녁 식사를 위해 집으로 돌아가기 전에 토미와 아니카는 뒤죽박죽 별장 앞의 레모네이드 나무에서 삐삐와 음료를 마신다.
3. 삐삐, 다과회에 가다 
토미와 아니카가 삐삐의 집에 와서 그녀에게 그들의 어머니가 오후 커피 파티에 초대했다는 소식을 전할 때 비가 쏟아진다. 토미와 아니카가 학교에 다녀오는 동안 삐삐는 쏟아지는 비에도 불구하고 꽃에 물을 주고 빨래를 널어놓는다. 그런 다음 그녀는 벽에 걸린 액자의 먼지를 청소하고 커피 파티에서 자신을 바보로 만들지 않기 위해 약간의 "훌륭한 숙녀"가 되는 연습을 한다. 토미와 아니카가 학교 수업을 마치고 집에 찾아왔을 때, 삐삐는 큰 나무 욕조에서 발을 씻고 있고 있었다. 삐삐는 곧 그 물을 사용하여 직접 바닥을 닦는다. 그 후, 세 명은 밖에서 "사물 찾기"를 하는 약간의 시간을 가진다. 그러나 이제 중요한 시간이 도래하고 커피 파티에 삐삐가 등장한다. 과연 삐삐는 "훌륭한 숙녀"가 될 수 있을까? 그러나 그 사이에 그녀는 학교 친구를 괴롭히는 벤케와 그의 다섯 친구들을 때리고 싶어하는 작은 의지를 참아내야 했다. 벤케도 삐삐를 때리겠다고 위협하지만 결국 건방진 입을 가진 그 아이는 삐삐의 능숙한 던지기에 나무 위 가지에 걸리고 만다.
4. 소풍가는 날
5. 생일 축하해, 삐삐
6. 축제에 간 삐삐
7. 삐삐, 학교에 가다
8. 삐삐의 크리스마스
9. 스펑크를 찾아서
10. 열기구 모험
11. 무인도에 간 아이들
12. 삐삐의 송별회
13. 두꺼비호의 출항
14. 삐삐의 해적선 모험 - 유리병에 실려온 편지
15. 삐삐의 해적선 모험 - 가자, 타카투카 섬으로!
16. 삐삐의 해적선 모험 - 탑에 갇힌 아빠
17. 삐삐의 해적선 모험 - 보물섬을 향해
18. 토미와 아니카의 이상한 가출 - 잡초뽑기는 싫어요
19. 토미와 아니카의 이상한 가출 - 삐삐, 어디 있니?
20. 토미와 아니카의 이상한 가출 - 신기한 콘라드 요술풀
21. 토미와 아니카의 이상한 가출 - 그리운 우리집

- 말괄량이 삐삐의 모든 장면을 "완전히" 보려면 장편 영화와 TV 시리즈를 모두 보아야 한다.
- 예를 들어 장편 영화에서는 TV 시리즈에서 나오지 않았던 장면이 있고, 반대로 TV 시리즈에서는 장편 영화에서 나오지 않았던 장면이 있다.

- TV 시리즈 파트의 순서도 장편 영화의 순서와 동일하지 않다. 첫 번째 장편 영화에서는, 예를 들어 "두꺼비호의 출항" 장면, 즉 TV 시리즈의 13부로 끝이 난다.
- 두 번째 장편 영화에서는, 예를 들어 텔레비전 시리즈의 "삐삐, 학교에 가다", 즉 7부에 이미 존재했던 장면이 다시 나타난다.
- 세 번째와 네 번째 영화만이 14~21부의 순서와 대략적으로 일치한다.

## 주제가
시리즈의 주제가인 "해 콤메 삐삐 롱스타킹"("Här Kommer Pippi Långstrump")은 얀 요한슨이 작곡했으며 아스트리드 린드그렌이 가사를 썼다. 노래는 시리즈 스타 잉거 닐슨이 불렀다.
스웨덴어 주제가 원곡

《Här kommer Pippi Långstrump》

작사 아스트리드 린드그렌

작곡 얀 요한슨, 콘라트 엘퍼스

노래 잉거 닐슨

tjolahopp, tjolahej, tjolahoppsan sa.

Här kommer Pippi Långstrump,

ja här kommer faktiskt jag.

Har du sett min apa,

min söta, fina, lilla apa?

Har du sett Herr Nilsson?

Ja han heter faktiskt så.

Har du sett min villa,

min Villa Villekullavilla?

Vill å vill du veta,

varför villan heter så?

Jo, för där bor ju Pippi Långstrump,

tjolahopp, tjolahej, tjolahoppsan sa.

Där bor ju Pippi Långstrump,

ja där bor faktiskt jag.

Det är inta illa,

Jag har apa häst och villa,

En kappsäck full med pengar,

är det också bra att ha.

Kom nu, alle vänner,

Varende kotte som jag könner,

nu skal vi leva loppan,

Tjolahej tjolahoppsan sa.

Här kommer Pippi Långstrump,

tjolahopp, tjolahej, tjolahoppsan sa.

Här kommer Pippi Långstrump,

ja här kommer faktiskt jag.
한국어 주제가 원곡 - 1979년 KBS-TV

《말괄량이 삐삐》

작사 정근

작곡 박형신

노래 장동일, 유숙

삐삐~ 삐삐 삐삐~

삐삐를 부르는 산울림 소리

삐삐를 부르는 산울림 소리

삐삐를 부르는 화난 목소리

삐삐를 부르는 상냥한 소리

들쑥날쑥 오르락내리락

요리조리 팔딱팔딱

산장을 뒤흔드는 개구장이들

귀여운 말괄량이 삐~삐

날쌔고 재치있는 삐~삐

어제도 말썽 그제도 말썽

오늘은 어떤 일을 할까요

귀여운 말괄량이 삐~삐

귀여운 말괄량이 삐삐 삐삐

## 캐스트
- 잉거 닐슨 - 삐삐 롱스타킹 역
- 페르 선드버그 - 토미 세테르그렌 역

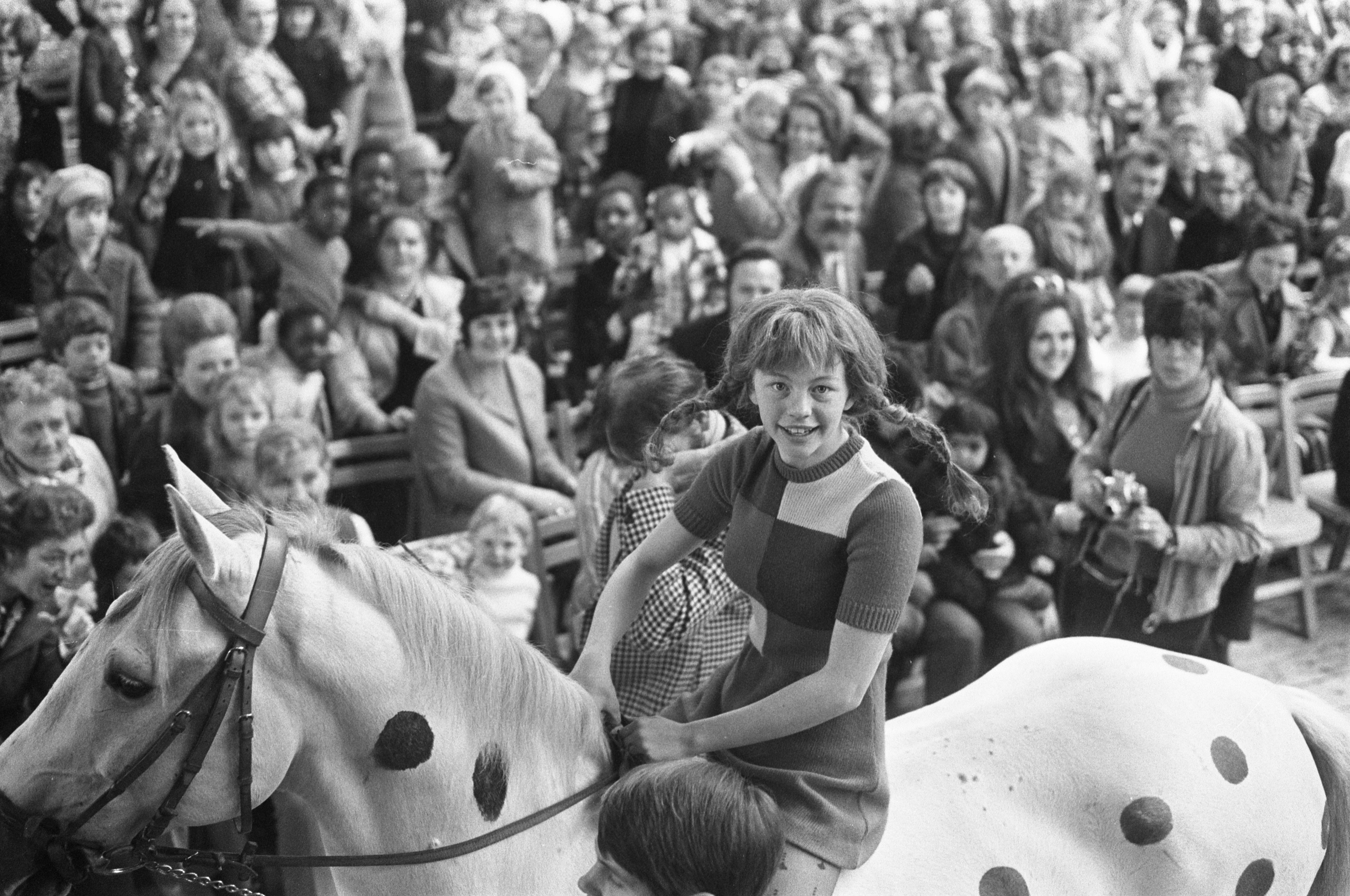
1972년 암스테르담 공연에서 12세 잉거 닐슨이 삐삐 롱스타킹으로 출연했다. 이것은 그녀가 TV 시리즈에 출연한 지 몇 년 후이다.

- 마리아 페르손 - 아니카 세테르그렌 역
- 베페 볼게르스 - 캡틴 에프라임 롱스타킹 (삐삐 롱스타킹의 아빠) 역
- 마고 트뢰거 - 프리셀리어스 부인 역
- 한스 클라린 - 던더 칼슨 (강도) 역
- 파울에서 - 블롬 (강도) 역
- 울프 G. 욘손 - 클링 (경찰관) 역
- 예테 그레프보 - 클랑 (경찰관) 역
- 프레드릭 올슨 - 토미와 아니카의 아빠 역
- 욀레고르드 벨톤 - 토미와 아니카의 엄마 역
- 스타판 할레르스탐 - 벤케 역 ("삐삐, 다과회에 가다" 중), 마르코 역 ("삐삐의 해적선 모험" 중)